# Тартуски мирен договор между Русия и Естония
Тартуският мирен договор (на естонски: Tartu rahu, буквално „Тартуски мир“) или Договор от Тарту е мирен договор между Естония и Руската съветска федеративна социалистическа република, подписан на 2 февруари 1920 г. в Тарту.
Договорът е подписан от Яан Поска от естонска страна и Адольф Иоффе от Съветска страна, както и от други представители от договарящите се страни. На 30 март 1920 г. в Москва са разменени ратификации на договора. Договорът е регистриран в Серията договори на Обществото на народите на 12 юли 1922 г.
Този договор слага край на Естонската война за независимост. В него се казва, че „Русия безрезервно признава“ независимостта на Република Естония и де юре се отказва за вечни времена от всички права над територията на Естония. Това е първият международен договор на Съветска Русия. С него РСФСР става първата държава, признала независимостта на Естония.

## Предистория
Естония е провинция на Руската империя от 1710 г. и е под чужда власт от XIII век. С избухването на Първата световна война, в Руската империя избухват Октомврийската революция и гражданската война от 1917 – 1922 г.. Като част от този по-голям конфликт, естонците обявяват независимост от Русия и печелят свободата си по време на Естонската война за независимост. Като символ на естонската независимост Юрьев/Дорпат официално получава отново естонското си име, Тарту. Новото комунистическо правителство на Русия признава естонската независимост с Тартуския мирен договор през 1920 г.

## Условия на договора
Договорът определя границата между Естония и Русия, утвърждава правото на естонците да се завърнат в Естония и на руснаците да се завърнат в Русия и изисква естонското движимо имущество, евакуирано в Русия по време на Първата световна война да бъде върнато в Естония. Русия също така се съгласява да опрости целият дълг от времето на монархията и да плати на Естония 15 млн. златни рубли – пропорционална част от златните резерви на разпадналата се Руска империя. Освен това Русия се съгласява да даде концесии за използване на един милион хектара руски гори и да построи железопътна линия от естонската граница до Москва. В замяна Естония обещава да позволи на РСФСР да построи свободно пристанище в Талин или друго пристанище и да построи електрическа централа на река Нарва.

## Значение
Тартуският мирен договор е считан за рожденото свидетелство на Република Естония, тъй като представлява първото юридическо признаване на държавата. Договорът също така е от съществено значение за дипломатически изолираната Съветска Русия. Ленин изразява задоволството си от договора като „несравнима победа над западния империализъм“.

## Последици
След подписването на договора, Съветска Русия не изпълнява няколко от точките от договора, например музейните колекции на Тартуския университет не са върнати от Воронеж и миграцията на естонците е възпрепятствана.

## Галерия
- Подписване на договора
- Йоффе подписва договора
- Поска подписва договора